# Квартал червоних ліхтарів

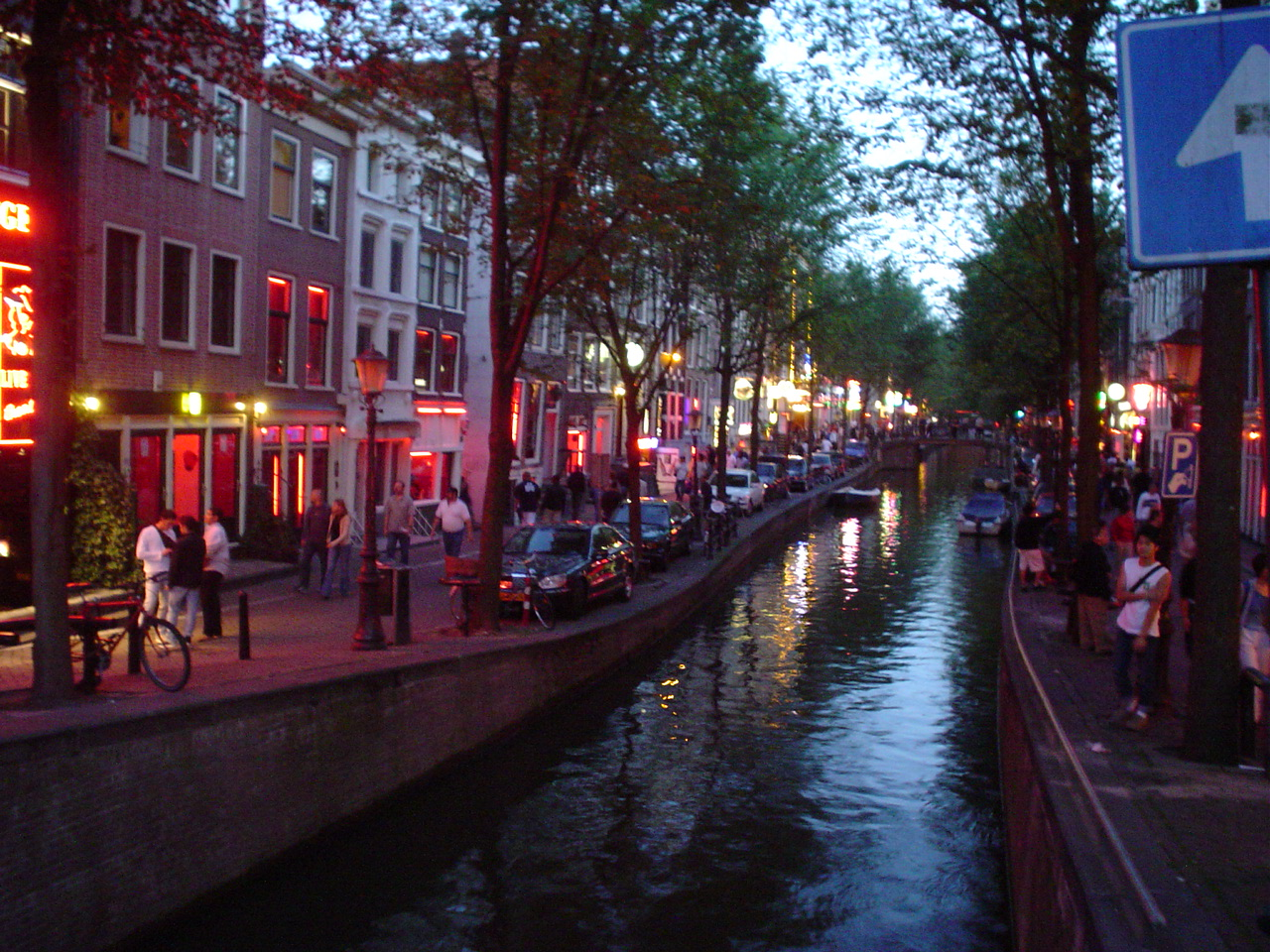
Квартал червоних ліхтарів у Амстердамі

Кварта́л черво́них ліхтарі́в — район міста, в якому процвітає проституція та інші види секс-індустрії: секс-шопи, стрип-клуби, театри для дорослих.
Назва походить від червоних ліхтарів, які стоять у вікнах борделів.

## Відомі квартали червоних ліхтарів
- Ріпербана в Гамбурзі
- В центрі Амстердама
- Йошівара в Токіо
- Патпонг в Бангкоку
- Кінгс-Крос (Лондон)
- Kings Cross (Сідней)

Борделі є законними лише в країнах, позначених зеленим або блакитним кольором

- Французький квартал (Новий Орлеан)